# Statu quo ante bellum
 (janvier 2009).
Si vous disposez d'ouvrages ou d'articles de référence ou si vous connaissez des sites web de qualité traitant du thème abordé ici, merci de compléter l'article en donnant les références utiles à sa vérifiabilité et en les liant à la section « Notes et références ».
L'expression  statu quo ante bellum (ou in statu quo ante bellum)  signifie littéralement « comme les choses étaient avant la guerre » en latin. Cette expression était à l'origine employée dans les traités pour se référer à un retrait des troupes ennemies et à la restauration de la souveraineté qui prévalait avant le début du conflit. Utilisée dans ce sens, cela signifie qu'aucune des parties n'a eu de gains ou de pertes de territoires ou de droits politiques ou économiques.  
L'expression opposée est Uti possidetis juris, où chaque partie conserve les gains de territoire ou d'autres propriétés qu'elle détient à la fin de la guerre. 
L'expression s'est vulgarisée sous la forme raccourcie de  statu quo.

## Exemples
- La guerre dano-suédoise de 1808-1809 se conclut par le traité de Jönköping du 10 décembre 1809 renvoyant les deux armées belligérantes dos à dos.
- La guerre anglo-américaine de 1812 se conclut par le traité de Gand en 1814. Durant les négociations, les diplomates britanniques avaient suggéré la fin de la guerre Uti possidetis juris. Mais le traité final, en grande partie influencé par la résonance de la victoire américaine lors de la bataille du lac Champlain, ne laissa aucun gain ou perte de territoires ni aux États-Unis ni aux colonies canadiennes du Royaume-Uni.
- La guerre de Sept Ans (1756-1763) se conclut par un statu quo ante bellum sur le théâtre européen. La Prusse a réussi à maintenir ses frontières.
- La guerre de Corée (1950-1953) fait plus d'un million de morts, ne voyant ni vainqueur ni modification territoriale importante, la paix n'étant même pas signée (Panmunjeom n'est que le lieu de signature de l'armistice).
- La guerre Iran-Irak (septembre 1980 - août 1988) laissa les frontières inchangées. Deux ans après, comme la guerre avec les Occidentaux s’annonçait, Saddam Hussein reconnut les droits iraniens sur la moitié orientale du Chatt-el-Arab, un retour au statu quo ante bellum qu'il avait dénoncé une décennie auparavant.
- La deuxième guerre indo-pakistanaise (1965).